# Smerinthus planus
Smerinthus planus ist ein Schmetterling (Nachtfalter) aus der Familie der Schwärmer (Sphingidae). 

## Merkmale
Die Falter erreichen eine Flügelspannweite von 70 bis 100 Millimetern. Sie haben Ähnlichkeit mit einem großen Abendpfauenauge (Smerinthus ocellatus) und ebenso wie dieses in hellen und dunklen Braun- und Grautönen gezeichnete Vorderflügeloberseiten und mit auffälligen Augenflecken versehene Hinterflügel. Falter der Frühjahrsgeneration sind die kleinsten, diejenigen, die im September oder Oktober schlüpfen, sind deutlich größer. Wird die Puppe während der Entwicklung Kälte ausgesetzt, sind die Imagines mit mehr Grauanteilen gefärbt. Bei Trockenheit und wärmeren Temperaturen sind die Tiere eher blasser und mehr Braun.
Die Raupen erreichen eine Körperlänge von 70 bis 90 Millimetern. Sie treten in einer bläulich-grünen und einer apfelgrünen Farbvariante auf. Die jungen Raupen sind anfangs etwa sechs Millimeter lang, haben eine blasse, weißlichgrüne Färbung und ein rotschwarzes Analhorn. Im zweiten Raupenstadium treten blasse Streifen an den Körperseiten auf und der Kopf wird oben spitz zulaufend. Die ausgewachsenen Raupen sehen denen des Abendpfauenauges sehr ähnlich und verhalten sich auch so. Die Tuberkel auf ihrem Körper sind jedoch gröber, die weißen Streifen an den Körperseiten breiter und das Analhorn ist weniger blau gefärbt.
Die Puppe ist 35 bis 48 Millimeter lang und von der des Abendpfauenauges nicht unterscheidbar.

## Vorkommen
Smerinthus planus ist vom nördlichen Xinjiang über den Norden Chinas, die Mongolei und das südöstliche Sibirien bis in den russischen fernen Osten und nach Japan verbreitet. Im Süden reicht die Verbreitung über Korea und Taiwan nach Hainan, Yunnan und den Osten von Tibet. Das Auftreten der Art an der chinesisch-kasachischen Grenze (kasachischer Bezirk Ili) dehnt das Verbreitungsgebiet der ostpaläarktischen Art deutlich nach Westen aus. Die Ursache liegt vermutlich an der intensiven Anpflanzung von Pappeln und Weiden im Norden Chinas, die der Art eine Erweiterung ihres Verbreitungsgebietes ermöglichen, wie es auch bei Callambulyx tatarinovii geschehen ist.
Die Art besiedelt landwirtschaftlich genutzte Gebiete und Laubwälder entlang von Tälern.

## Lebensweise
Die Falter zeigen zur Verteidigung die Augenflecken ihrer Hinterflügel. Sie tun dies stärker als Abendpfauenaugen. Außerdem lassen sie sich bei einer Störung auch schneller zu Boden fallen. Die Falter schlüpfen kurz nach der Abenddämmerung. Die Weibchen locken die Männchen mit Pheromonen in einer kurzen Zeitspanne um Mitternacht. Die Paarung ist verhältnismäßig kurz und dauert nur wenige Stunden. In der Regel trennt sich das Paar vor dem Morgengrauen. Die Weibchen legen ihre Eier häufig noch in derselben Nacht, gleich nach der Paarung ab.

### Flug- und Raupenzeiten
Die Art ist im Westen Chinas vermutlich bivoltin. Weiter östlich in China treten je nach Höhenlage und Wetter zwei bis vier Generationen pro Jahr auf, die zwischen April und September fliegen. In Peking und Ningxia sind zwei Generationen die Regel, drei im Süden Shaanxis, vier in Jiangsu und Jianxi. In russischen fernen Osten tritt die Art von Ende Mai bis Anfang August auf. In Korea fliegt die Art von Anfang Mai bis Ende Juli, wobei einzelne Exemplare auch noch im August gefunden wurden.

### Nahrung der Raupen
Die Raupen ernähren sich von den meisten Arten der Pappeln (Populus) und Weiden (Salix), wobei erstere bevorzugt werden. Außerdem sind sie an Äpfeln (Malus) und Prunus nachgewiesen. Ein Nachweis der Art an Ulmen durch Wang im Jahr 1988 ist vermutlich ein Irrtum.

## Entwicklung
Die stark glänzenden, blassgrünen, ovalen Eier messen 1,9 mal 1,6 Millimeter. Sie werden vor dem Schlupf der Raupen gräulich. Die Weibchen legen sie einzeln oder paarweise auf der Blattunterseite der Raupennahrungspflanzen in nicht mehr als zwei Metern Höhe über dem Boden ab. Die Raupen klammern sich anfangs mit allen Beinen fest an die Blattader auf der Unterseite eines Blattes, später sitzen sie in Ruhe in typischer „Sphinx-Stellung“, bei der sie sich mit den drei hinteren Bauchbeinpaaren festklammern. So sind die Tiere auf Grund ihrer Färbung, die den Körperschatten ausgleicht, perfekt getarnt.

## Spezialisierte Feinde
Die Raupen werden von den parasitoiden Schlupfwespen Callajoppa lutoria und Netelia cephalotes sowie von den Brackwespen Aleiodes praetor, Cotesia planus, Cotesia suzumei und Microplitis ocellatae befallen. Wie auch beim Abendpfauenauge treten in einer Kolonie während der Raupenentwicklung große Verluste durch die Parasitoide auf.

## Kreuzungen mit dem Abendpfauenauge
In Europa locken die Weibchen dieser Art Männchen des Abendpfauenauges an und können mit diesen fertile Eier zeugen, aus denen auch Raupen schlüpfen. Falter resultieren jedoch nur aus männlichen Puppen. Diese Männchen lassen sich nicht durch Weibchen von Smerinthus planus anlocken. Ob sie von den Weibchen des Abendpfauenauges angezogen werden, ist unbekannt.

## Belege